# Эглайне (река)
Э́глайне (Э́глона; устар. Еглонь, Эглан; латыш. Eglaine, Eglona, Eglone, Eglūna, Eglūņa, Egļone, Lukstu upīte, Akmeņupīte) — река в Латвии, течёт по территории Дунавской, Асарской и Рубенской волостей Екабпилсского края. Левый приток нижнего течения Западной Двины.
Длина — 36 км (по другим данным — 33 км). Начинается в болотистой местности к северу от Асаре в Асарской волости. В верхнем течении через сеть мелиоративных канав сообщается с Вилкупе, относящейся к бассейну Мемеле. Устье Эглайне находится на высоте 82,7 м над уровнем моря, в 219 км по левому берегу Западной Двины, около населённого пункта Дунава в Дунавской волости. Падение — 23 м. Площадь водосборного бассейна — 207 км² (по другим данным — 215 км²).
Основные притоки:
- левые: Берзе;
- правые: Лачупите, Ритмишка, Гривите[10].